# Tchelkanes
Cet article concerne le peuple tchelkane. Pour la langue tchelkane, voir Tchalkane.
Les Tchelkanes ou Chalgan sont un groupe turc vivant au sud de la Siberie. 
Les Tchelkanes vivant dans la république de l'Altaï sont parfois regroupés avec le groupe des Altaïens et ceux de l'Oblast de Kemerovo sont regroupés avec les Chors, cependant les  ethnologues les considèrent comme des groupes différents.

## Source
1. ↑  (ru) « Recensement 2010 en Russie: Population par ethnie », Service fédéral des statistiques (consulté le 25 décembre 2014)
2. ↑  (ru) Rosstat, La composition nationale de la population de la fédération de Russie selon le recensement de 2021 (lire en ligne)